# ういにゃす
ういにゃす（3月8日 - ）は、日本の女性歌手、作詞家、作曲家。大阪府出身。作詞・作曲の提供の際はUiNA（ウイナ）という名義を用いている。

## 概要
趣味のアニメ鑑賞から、アニメの主題歌に多大な影響を受ける。またコーラスワークを主体とする曲の圧倒的なスケールに感動を覚え、自身の歌でもコーラスワークを魅力的にできるように心掛けている。
歌詞を作るとき、文節や内容を吟味して作っているが　その中でも語感、イントネーションをおもに重視をしている。またアニメの内容などをイメージし、その物語の一部になった気持ちで歌やパフォーマンスを行うよう心がけている。（プロフィールより）
ボーカルユニット Airots のメンバー
プロフィールによると永遠に「14歳」と書かれている。（Twitter）

## 仕事

### 歌唱作品
2016年
- 嗚呼 絢爛の泡沫が如く
  - オーガスト作品『千の刃濤、桃花染の皇姫』OP
  - 作詞：おっちょこバニー 作曲：小高光太郎　編曲：小高光太郎•ラムシー二 歌：ういにゃす•おっちょこバニー
- 月夜に舞う恋の花
  - オーガスト作品『千の刃濤、桃花染の皇姫』ED
  - 作詞：ういにゃす 作曲：小高光太郎、Ceui　編曲：小高光太郎•ラムシー二 歌：ういにゃす

同人CD(ゴーストサプリ)にて多数歌唱。

### 作詞作曲（UiNA名義）
- ワルキューレ
  - 「Walküre Attack!」 - 作詞：UiNA 作曲：小高光太郎、UiNA
- ミス・モノクローム
  - 7thシングル「カラフル」 - 作詞：UiNA 作曲：小高光太郎、UiNA
- 三森すずこ
  - 「Light for Knight」（ランスアンドマスクスOPテーマ） - 作詞：UINA☆BUNNY 作曲：小高光太郎、浅田靖
- KOBerrieS♪
  - 「ドンギバ♪」「こんなに人好きになるんだね」 - 作詞：ichi　作曲：小高光太郎、UiNA
- THE IDOLM@STER SideM ST@RTING LINE-11Altessimo
  - 「The1st Movement〜未来のための二重奏〜」「Never end『Opus』」 - 作詞：真崎エリカ 作曲：小高光太郎、UiNA
- TVアニメ「最弱無敗の神装機竜《バハムート》」BD&DVD 初回特典CD
  - 「無垢なる羽が舞う夜を」 - 作詞：真崎エリカ 作曲：小高光太郎、UiNA 歌：切姫夜架
- yuiko
  - 「キミトユメミシ」（PCゲーム 「キミトユメミシ」OP曲） - 作詞：UiNA 作曲：小高光太郎、UiNA
- CRアナザー牙狼〜炎の刻印〜
  - 「Darkness Waltz」 - 作詞：中原徹也・UiNA 作曲：小高光太郎 編曲：ラムシーニ
- ウマ娘 プリティーダービーCD「STARTING GATE 02」 
  - 「DREAM JACK」 - 作詞：白鷺 雪兎 作曲：小高光太郎・UiNA 編曲：藤井亮太 歌：フジキセキ
- アイドルマスターミリオンライブ!THE IDOLM@STER LIVE THE@TER FORWARD 02 BlueMoon Harmony
  - 「待ちぼうけのLacrima」 - 作曲：小高光太郎・UiNA
- PCゲーム「アストラエアの白き永遠 Finale -白き星の夢-」
  - 主題歌 『ユーフォリアム』 - 作曲：小高光太郎・UiNA 編曲：小高光太郎 歌：鈴湯
- 春奈るなコラボミニアルバム「S×W EP」
  - 「全力☆I･N･G!!」 - 作詞：UiNA・白鷺雪兎 作編曲：奈須野新平 歌：ハルカトハルナ [Starring 戸松 遥]
- +α/あるふぁきゅん。
  - 「Our sympathy」（TVアニメ「エルドライブ【ēlDLIVE】」OP曲） - 作詞：UiNA 作曲：小高光太郎、UiNA
  - 3rdAlbum『ALMATIC.』収録「ENDLESS“I”」
- フェアリーズ 15th Single「恋のロードショー」
- あんさんぶるスターズ!Valkyrie「Last Lament」
- ゆめふわマカロン 1st Single「夏色Dreamer」
- TVアニメ『ラブライブ！サンシャイン!!』2期ED「勇気はどこに？君の胸に！」
- TVアニメ『ラブライブ！サンシャイン!!』4thシングル「未体験HORIZON」
- TVアニメ『ドリフェス！Ｒ』サントラ収録「Chivalric Romance」
- アイドルマスターSideM『THE IDOLM@STER SideM 3rd ANNIVERSARY DISC 01』M2「Tone’s Destiny」M4「Eternal Fantasia」
- Pile 4thアルバム『SHOWCASE』収録 M5「moon」
- リディー＆スールのアトリエ ～不思議な絵画の錬金術士～ ボーカルアルバム M8「Beyond the fate」
- ニンテンドー3DS『Girls Mode 4 スター☆スタイリスト』ゲーム内楽曲「ヒカリ」
- TVアニメ『ラブライブ!虹ヶ咲学園スクールアイドル同好会』ED「NEO SKY, NEO MAP!」

### 出演
- AUGUST LIVE！ 2016
- AUGUST LIVE！ 2018